# Наумовка (Саратовская область)
Наумовка — село в Балаковском районе Саратовской области России. Входит в состав Быково-Отрогского муниципального образования.

## История
Владельческое село Наумовка было основано в 1802 году. Согласно другой версии оно возникло в конце XVIII века как поселение старообрядцев. В 1840 году помещицей Милашевой была выстроена трёхпрестольная церковь. В «Списке населённых мест Самарской губернии по данным 1859 года» населённый пункт упомянут как владельческое село Наумовское (Наумовский Посёлок, Кордон) Николаевского уезда (1-го стана) при реке Большой Иргиз, расположенное в 67 верстах от уездного города Николаевска. В селе имелось 144 двора и проживало 422 жителя (554 мужчины и 641 женщина).
В 1884 году в селе была открыта мужская церковно-приходская школа. Согласно «Списку населённых мест Самарской губернии по сведениям за 1889 год» в Наумовском (Кордоне), относившейся к Кормежской волости, насчитывалось 325 дворов и проживало 1717 человек (русские, православного и старообрядческого вероисповеданий). В селе имелось две ветряные мельницы и молитвенный дом.
Согласно переписи 1897 года в Наумовском проживало 1616 человек, из них православных — 1425, старообрядцев (поморского толка) — 189.
По данным 1910 года в селе имелось 340 дворов и проживало 1702 человека (892 мужчины и 916 женщин). Функционировали церковь. школа грамоты, приёмный покой и школа рукоделия. Работали врач, фельдшер и акушерка. В 1913 году была открыта земская школа.
По данным 1926 года в селе, являвшемся центром Наумовского сельсовета, имелось 337 хозяйств и проживало 1454 человека (665 мужчин и 789 женщин). В период коллективизации был образован колхоз «Красный Пахарь». В поздний советский период Наумовка входила в состав Пылковского сельсовета.

## География
Село находится в Заволжье, в пределах западной части Сыртовой равнины, на левом берегу реки Большой Иргиз, на западном берегу озера-старицы Наумовское, на расстоянии 23 километров от города Балаково, административного центра района. Абсолютная высота — 23 метра над уровнем моря.
Часовой пояс
Село Наумовка, как и вся Саратовская область, находится в часовой зоне МСК+1. Смещение применяемого времени относительно UTC составляет +4:00.

## Население
| 2002 | 2010 |
| ---- | ---- |
| 581  | ↘447 |

Гендерный состав
По данным Всероссийской переписи населения 2010 года в гендерной структуре населения мужчины составляли 49,7 %, женщины — соответственно 50,3 %.
Национальный состав
Согласно результатам переписи 2002 года, в национальной структуре населения русские составляли 68 % из 581 чел.

## Инфраструктура
В Наумовке имеются средняя общеобразовательная школа, детский сад, дом культуры, отделение связи и фельдшерско-акушерский пункт.

## Улицы
Уличная сеть села состоит из пяти улиц.